# گرتا لی
گرتا جی‌هان لی (انگلیسی: Greta Jiehan Lee؛ زادهٔ ۷ مارس ۱۹۸۳) بازیگر آمریکایی است. او به خاطر ایفای نقش در مجموعه کمدی درام نتفلیکس، عروسک روسی و فصل دوم مجموعه اپل تی‌وی پلاس، برنامه صبحگاهی شناخته می‌شود. او به خاطر بازی در فیلم زندگی‌های گذشته (۲۰۲۳) شهرت بیشتری به دست آورد.

## اوایل زندگی
لی زاده و بزرگ شده در لس آنجلس، کالیفرنیا، ایالات متحده آمریکا است. پدر و مادرش مهاجران کره‌ای هستند.
زمانیکه او در مدرسه هاروارد وست‌لیک مشغول تحصیل بود، به هنرهای نمایشی علاقه نشان داد. پس از اتمام دبیرستان، لی در دانشگاه نورث‌وسترن در رشته ارتباطات و تئاتر تحصیل کرد. او سپس به نیویورک رفت تا بازیگری را دنبال کند.